# SN 2001af
SN 2001af – supernowa typu II odkryta 18 marca 2001 roku w galaktyce M-04-24-01. W momencie odkrycia miała maksymalną jasność 16,80m.